# Parafia Matki Bożej Szkaplerznej w Żarach
Parafia Matki Bożej Szkaplerznej w Żarach – jedna z pięciu parafii rzymskokatolickich w mieście Żary, należąca do dekanatu Żary diecezji zielonogórsko-gorzowskiej, metropolii szczecińsko-kamieńskiej w Polsce, erygowana w 1949. Mieści się w dzielnicy Kunice.